# クラッド鋼
クラッド鋼（クラッドこう、英: clad steels ）とは二種類の性質の異なる金属を張り合わせた鋼材である。圧着鋼（あっちゃくこう）とも呼ばれる。
耐摩耗性、耐化学腐食性に優れた鋼材として広く用いられている。原子レベルで圧着しているため、めっきのように剥がれたりしないという利点があるとされる。
クラッド鋼の製造法として、クラッド材と母材とを組み立てまたは鋳造により貼り合わせて熱間圧延加工する組立圧延法・鋳込圧延法、爆薬を使い爆発圧接により製造する爆発圧着法、母材にクラッド材を溶接により肉盛溶接法、金属の融点未満の温度でクラッド材と母材とを接触させて加圧し金属の拡散現象により接合する拡散溶接法などが実用化されている。
特に戦前では、軍艦に使用される高圧蒸気機関には無くてはならない材料であった。戦後においてもステンレス鋼を内張りしたステンレスクラッド鋼は製油所や石油化学工業、化学プラントにおいて反応器その他の用途で欠かすことのできない鋼であり、軽水炉の原子炉圧力容器も低炭素鋼にステンレス鋼を内張りしたものである。また復水器の海水への耐食性を確保する目的で復水器細管の両端に位置する管板にチタンを貼り合わせたチタンクラッド管板が原子力発電所や火力発電所などで用いられている。
身近なところでは比較的安価で手軽な圧延加工による製法が浸透したため家庭用の鍋（IH対応の多層構造の鍋など）などでも見かける。しかしながら圧延加工や肉盛溶接、拡散溶接では製造できない材質の金属に対しては現代でも爆発圧接により製造される。
主要製造メーカー
- 製鋼一貫メーカー
  - クラッド厚板
    - JFEスチール

  - クラッド薄板
    - 日新製鋼
    - 日本製鉄 - 日本製鉄直江津製造所

- 専業メーカー
  - クラッド厚板
    - 日本製鋼所
    - 旭化成 （爆発圧接方式）

  - クラッド薄板
    - 特殊金属エクセル
    - 東洋鋼鈑
    - 武生特殊金属 （刃物鋼）
    - アイチテクノメタルフカウミ （刃物鋼)）